# 薩羅亞赫厄山
47°11′27″N 9°34′21″E / 47.190812°N 9.572609°E

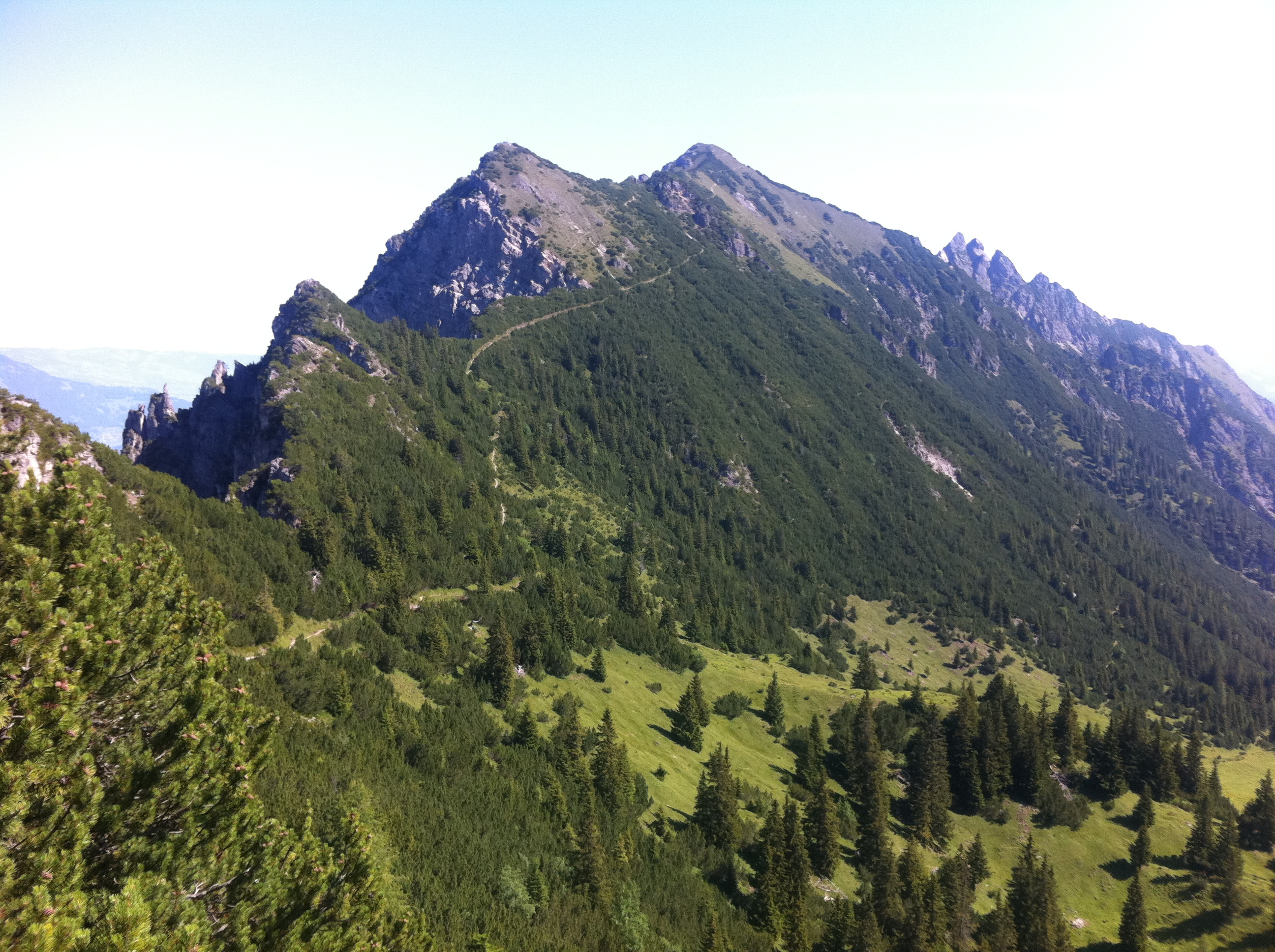

薩羅亞赫厄山（德語：Sarojahöhe），是奧地利的山峰，位於該國西部，由福拉爾貝格州負責管轄，屬於雷蒂孔山的一部分，海拔高度1,658米，每年平均降雨量1,852毫米。